# Konstruktivistická výuka
Konstruktivistická výuka zdůrazňuje aktivní roli žáků ve vzdělávání. Proto je, spíše než teorie vyučování, vnímána jako teorie učení se.
Konstruktivistická výuka je opakem výuky transmisivní (tradiční, klasické).

## Rozdíl mezi konstruktivistickou výukou a výukou transmisivní
V modelu transmisivní výuky je hlavní metodou vyučování výklad učitele, který je vnímán jako dominantní a zprostředkovává žákům, studentům hotové vědomosti a dovednosti. V konstruktivistické výuce je hlavním činitelem výuky žák, student. Učitel zde hraje roli mentora, průvodce. Vychází z toho, že učení žáka by mělo být podporováno, a ne diktováno a kontrolováno. Na rozdíl od transmisivní výuky (transmise = přenos) je orientována na porozumění, ne na fakta a pouhý přenos hotových poznatků.

## Proudy konstruktivismu
Konstruktivismus se dělí do proudů:
- Kognitivní (J. Piaget, G. Bachelard) – vychází z kognitivní psychologie
- Sociální (L. S. Vygotskij) – vychází z prací o sociální dimenzi učení (sociokognitivní teorie)
- Spojení obou proudů [6]

### Kognitivní konstruktivismus
Kognitivnímu konstruktivismu se věnoval Jean Piaget.
Jean Piaget byl vývojový psycholog, který zkoumal dětské myšlení a jejich kognitivní vývoj.
Dalším představitelem kognitivního konstruktivismu je Gaston Bachelard, který se zabýval filozofií vědeckého poznání.
Jeho konstruktivistické myšlenky ovlivnily mnoho dalších badatelů. Například to, že Bachelard tvrdil, že „učitelé nikdy neuvažovali nad faktem, že žák přichází do třídy s už hotovými empirickými poznatky. Pak už nejde o to získat vědeckou kulturu, ale přejít do jiné kultury, odstranit z cesty překážky nahromaděné každodenním životem.“ Nejde tedy o to, získat poznatky. S nějakými poznatky již žák přichází, protože pozoruje svět, má nějaké zkušenosti. Tyto poznatky ale nemusí být úplné nebo správné a jde o to, aby žák přijal nové, lepší poznatky. Tím se tedy myslí ten zmiňovaný „přechod do jiné kultury“.

### Sociální konstruktivismus
Představitelem tohoto proudu je Lev Semionovič Vygotskij.
Zastánci sociálního konstruktivismu říkají, že vzdělávání je sociálním procesem a nemůže se uskutečňovat bez interakce a komunikace mezi lidmi (žáky a učiteli) při společné práci. Učení je tedy proces osobní, ale i sociální, který nastává právě při spolupráci. Čím náročnější je látka, tím větší spolupráce mezi aktéry by měla probíhat.
Vygotskij je autorem pojmu zóna nejbližšího vývoje.

### Spojení obou proudů
Pedagogický konstruktivismus vychází ze spojení kognitivního a sociálního konstruktivismu.

## Principy konstruktivistické výuky
Vychází z toho, že poznatky vznikají v hlavě poznávajícího člověka a jsou to individuální konstrukty (tzn., že každé dítě si vysvětluje věci jinak). Tyto poznatky jsou oproti informacím (z knih, médií, výkladu) nepřenosné.
Mezi základní principy (znaky) konstruktivistické výuky, kromě aktivní role žáků, tedy patří práce s prekoncepty (to jsou předchozí zkušenosti, představy a informace žáka) o světě a daném tématu. Počítá se tedy s tím, že každý žák přichází do vzdělávacího procesu s určitými prekoncepty, jež ovlivňují jeho další vnímání, porozumění informacím a učení. Postupně pak dochází k rekonstrukci těchto prekonceptů. Nové poznatky ale mohou být v rozporu s poznatky dřívějšími, a tak dochází ke konfliktu.
Žák může s novou informací naložit tak, že:
- Novou informaci přijme a vymění ji za starou, protože nová lépe vysvětluje svět kolem něho.
- Žák nové poznání nepřijme, nevěnuje mu pozornost, uzavře se vůči němu.
- Přijme novou informaci, ale upraví ji tak, aby zapadala do staré konstrukce (asimilace).
- Starou zkušenost přizpůsobí nové informaci (akomodace).[9]

Dalším principem konstruktivistické výuky je důraz na spolupráci (kooperativní učení). Nejedná se ale pouze o spolupráci mezi žáky navzájem, ale i spolupráci s učitelem. Spolupráce je důležitá kvůli podpoře pochopení učiva a sociálních dovedností žáků, například respektování a vnímání názoru jiných. Viz sociální konstruktivismus.
Důraz je kladen také na propojení učiva s každodenním životem a zkušenostmi žáků. Žáci tak mají o učivo a učení se větší zájem, protože vidí reálné využití v životě, to je i dostatečně motivuje. Vyučovacími pomůckami se tak stávají reálné objekty, texty nebo například audiovizuální pomůcky.
V konstruktivistické výuce se využívá komplexního a dlouhodobého hodnocení. Hodnocení slouží jako zpětná vazba pro žáka a není ani nutně vázáno na osobu učitele, ale uplatňuje se i forma sebehodnocení nebo hodnocení mezi spolužáky. Hodnocení také nemusí být založeno na srovnávání žáků mezi s sebou, ale spíše na porovnávání žáka se sebou samým, jeho procesy učení se, výsledky práce a pokroky.

## Výukové metody
Konstruktivistická výuka zapojuje výukové strategie, které aktivizují žákovy poznávací procesy a vedou k rozvoji samostatnosti, představivosti, fantazie, logického myšlení i tvůrčích schopností.
Hlavní metodou vyučování v konstruktivismu není výklad učitele (jako v transmisivním modelu výuky), ale dialog, diskuze, skupinová a kooperativní výuka, problémová metoda, projektová výuka, výuka podporovaná počítačem, kritické myšlení, otevřené učení a učení v životních situacích.
Konkrétní výukovou metodou pak může být třífázový model učení E-U-R, který je postavený na konstruktivismu.
E-U-R:
- Evokace - prostřednictvím brainstormingu, myšlenkové mapy nebo volného psaní student přemýšlí, co už o tématu ví a snaží si tyto myšlenky v hlavě uspořádat. Učitel získává informace o prekonceptech studentů.
- Uvědomění si významu informace -  v této fázi se žák dozvídá nové informace, například prostřednictvím zadané četby, zhlédnutím videa, výkladem nebo vlastním experimentováním. Tyto pak propojuje s tím, co už věděl.
- Reflexe -  žák přemýšlí, co se právě naučil, upevňuje si nová poznání, přetváří původní schéma.[3]

## Konstruktivismus prakticky
Jak může konstruktivistická výuka vypadat v praxi?
Ke konstruktivistické výuce se hlásí například program Začít spolu. Na svých stránkách popisují principy školy Začít spolu nebo porovnání s klasickou školou ve formě tabulky (viz níže).
| Klasická škola, jakou znali rodiče                           | Škola Začít spolu (konstruktivistická)                                                 |
| ------------------------------------------------------------ | -------------------------------------------------------------------------------------- |
| orientace na učivo                                           | orientace na dítě                                                                      |
| důraz na tzv. "hard skills"                                  | důraz na tzv. "soft skills"                                                            |
| neopisovat, pracovat samostatně                              | podpora vzájemné spolupráce dětí a spolupráce školy s rodinou                          |
| frontální výuka - dominuje vyučující                         | aktivitu přebírá dítě, důraz na odpovědnost a individuální přístup                     |
| chyba = selhání = špatná známka                              | chyba = proces učení                                                                   |
| hodnocení sumativní - známky                                 | hodnocení formativní - slovní                                                          |
| vrstvení izolovaných informací, rigidní přístup k informacím | učení v souvislostech, propojení s reálným životem - lepší schopnost adaptace na změny |
| předměty jsou oddělené, bez souvislostí                      | aktuální téma propojuje více oblastí (předmětů)                                        |
| domácí úkoly                                                 | práce s časovým plánem (týden, měsíc)                                                  |
| učení je povinnost, nutnost                                  | učení jako proces poznávání světa, součást životní filosofie                           |
| memorování znalostí                                          | podpora argumentace a kritického myšlení                                               |